# Heinrich Wilhelm Appel
Heinrich Wilhelm Appel (* 27. September 1850 in Schöningen; † 29. Juli 1923 in Hannover) war ein deutscher Kaufmann und Fabrikant, der Anfang des 20. Jahrhunderts mit der Herstellung einer verbesserten deutschen „Majonäse“ für den Namen Appel Weltgeltung errang.

## Leben
Heinrich Wilhelm Appel kam zur Zeit des Königreichs Hannover als Sohn eines Pastors in Schöningen zur Welt.
In der Gründerzeit des Deutschen Kaiserreichs eröffnete Appel im Jahr 1879 in Hannover eine Kolonialwarenhandlung, die er ab 1895 zunächst zu einer Delikatessen-Großhandlung ausbaute. Nachdem er anfangs lediglich Erzeugnisse anderer Hersteller im Verkaufssortiment geführt hatte, begann er bald auch mit der eigenen Produktion von Tafelsenf, 1898 mit der Herstellung von Marinade, dann auch mit Fischkonserven wie „Appels Bismarck- und Rollheringe“.
Seine ab 1905 produzierte „Majonäse“ wurde weltbekannt und brachte den Unternehmer an die Spitze der deutschen Feinkostproduzenten.
Zu Appels schnellem Ausbau von Produktion und Vertrieb für sein Unternehmen zählte der 1909 fertiggestellte Fabrikneubau, die damals als modernster und hygienischster seiner Zeit galt.
Nach der Gründung eines Zweigwerkes 1911 in Altona gründete Appel 1916 ein weiteres in Lauterbach auf der Ostseeinsel Rügen.
Nachdem Heinrich Wilhelm Appel den hannoverschen Architekten Ernst Stephan den Bau eines neuen, in Ziegelstein errichteten Bürohauses am Engelbosteler Damm in der Nordstadt von Hannover errichten lassen hatte, für den er vom Magistrat der Königlichen Haupt- und Residenzstadt mit dem Fassadenpreis für das Jahr 1913 ausgezeichnet wurde, begann Appel – mitten im Ersten Weltkrieg – 1916 mit dem Aufbau einer betrieblichen Sozialfürsorge.
Wiederum durch den Architekten Stephan ließ Appel für sich und seinen Sohn Heinz Appel Anfang der 1920er Jahre ein eigenes Wohnhaus in der Nienburger Straße 7a errichten.